# Zethalia zelandica
Zethalia zelandica es una especie de molusco gasterópodo de la familia Trochidae.

## Distribución geográfica

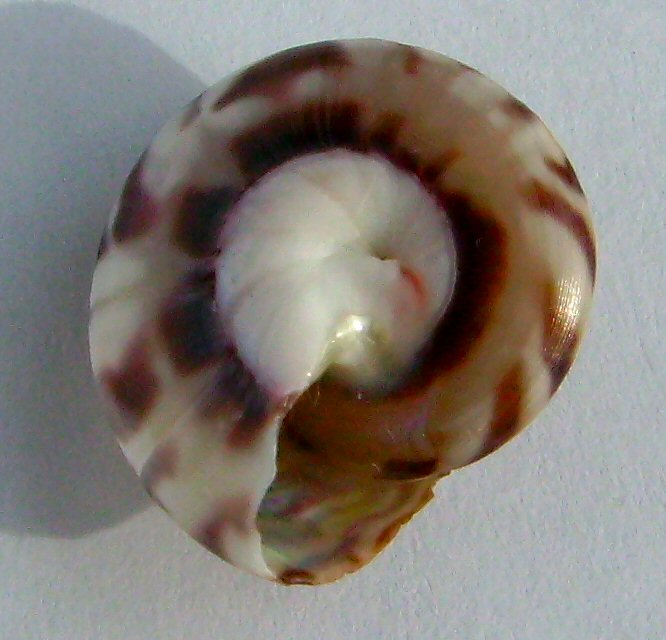
Vista de la parte inferior

Se encuentra  en Nueva Zelanda.